# Эчанове, Хосефина
Мария Гуадалупе Хосефина Эчанове де лос Ранчос (исп. Maria Guadalupe Josefina Echanove de los Ranchos; 29 сентября 1923, Гуанахуато, Мексика — 29 декабря 2020) — мексиканская актриса.

## Биография
Родилась 29 сентября 1923 года в Гуанахуато. В мексиканском кинематографе дебютировала в 1975 году и с тех пор снялась в 56 работах в кино и телесериалах.
Скончалась 29 декабря 2020 года.

### Личная жизнь
Хосефина Эчанове была замужем за актёром Алонсо Эчанове и родила двоих детей: дочь Мария дель Соль и сына Алонсо Эчанове-мл..

## Фильмография

### Теленовеллы
- Corazón salvaje (2010) …. Kuma La Bruja
- Atrévete a soñar (2009—2010) … Mercedes Ferrer Contreras
- Mañana es para siempre (2008) …. Rosenda
- Руби (2004) …. Francisca «Pancha» Muñoz
- Amarte es mi pecado (2004) …. Damiana Mendiola
- La otra (2002) …. Tomasa López
- Locura de amor (2000) …. Hortensia Valderrama
- Alma rebelde (1999) …. Salomé
- Nunca te olvidaré (1999) …. Sor Margarita
- Alguna vez tendremos alas (1997) ….
- В плену страсти (1996) …. Remedios
- Хозяйка (1995) …. Martina
- Valentina (1993) …. Evangelina
- Ángeles sin paraíso (1992) …. Lucía
- La fuerza del amor (1990) …. Ana Bertha
- Дом в конце улицы (1989) …. María
- Cuna de lobos (1986) …. Elvia San Germán Vda. de Núñez
- La gloria y el infierno (1986) …. Guadalupe
- Yo no pedí vivir (1977) …. Rosa

### Многосезонные ситкомы
- Женщина, случаи из реальной жизни (1985—2007; снималась в период 1991—2001)

### Художественные фильмы
- Todos hemos pecado (2008) …. La difunta
- Marta (2005)
- Santitos (1999) …. La profesora
- La otra conquista (1998) …. Nanahuatzin
- Пердита Дуранго (1997) …. Abuela de Romeo
- La pura (1994) …. Doña Petra
- Serpientes y escaleras (1992) …. Oti
- Cabeza de Vaca (1991) …. Anciana Avavar
- Por tu maldito amor (1990)
- Gringo viejo (1989) …. Clementina
- El secreto de Romelia (1988) …. Cástula
- Abran fuego (1988) …. Campesina anciana
- El misterio de la casa abandonada (1987) …. Rosa (adulta)
- Las plumas del pavorreal (1986)
- Historias violentas (1985)
- Por eso en Mixquic hay tantos perros (1985)
- El pozo del infierno (1983)…. Dolores
- El cónsul honorario (1983) …. Señora Sánchez
- Desaparecido (1982) …. Doctora
- Morir de madrugada (1980) …. Lucha
- Policía de frontera (1980)
- A fuego lento (1980)
- Verano salvaje (1980)
- Estas ruinas que ves (1979) …. Irma Bandala
- The Children of Sánchez (1978)
- La plaza de Puerto Santo (1978) …. Elena
- Xoxontla (1978)
- Balún Canán (1977)
- El hombre de los hongos (1976) — Nana
- El caballo del diablo (1975) …. Invitada en fiesta
- Laberinto (1975, cortometraje)